# سارة بريسكوت
سارة بريسكوت (بالإنجليزية: Sarah Prescott)‏ هي كاتِبة بريطانية، ولدت في 11 مارس 1968.